# Chiesa dei Santi Vito, Modesto e Crescenzia (Bardi)
La chiesa dei Santi Vito, Modesto e Crescenzia, nota anche come pieve di Gravago, è un luogo di culto cattolico dalle forme neoclassiche e neobarocche situato in località Pieve di Gravago, frazione del comune di Bardi, in provincia di Parma e diocesi di Piacenza-Bobbio; è sede di una parrocchia compresa nel vicariato della Val Taro e Val Ceno.

## Storia
La pieve originaria fu edificata nel X secolo.
L'antico luogo di culto fu completamente ricostruito tra il 1860 e il 1863 in stile neoclassico, con alcuni elementi neobarocchi e, limitatamente alla facciata, neogotici.
Nel 1878 fu innalzata la torre campanaria.
Nel corso del XX secolo l'interno della chiesa fu completamente restaurato.

## Descrizione

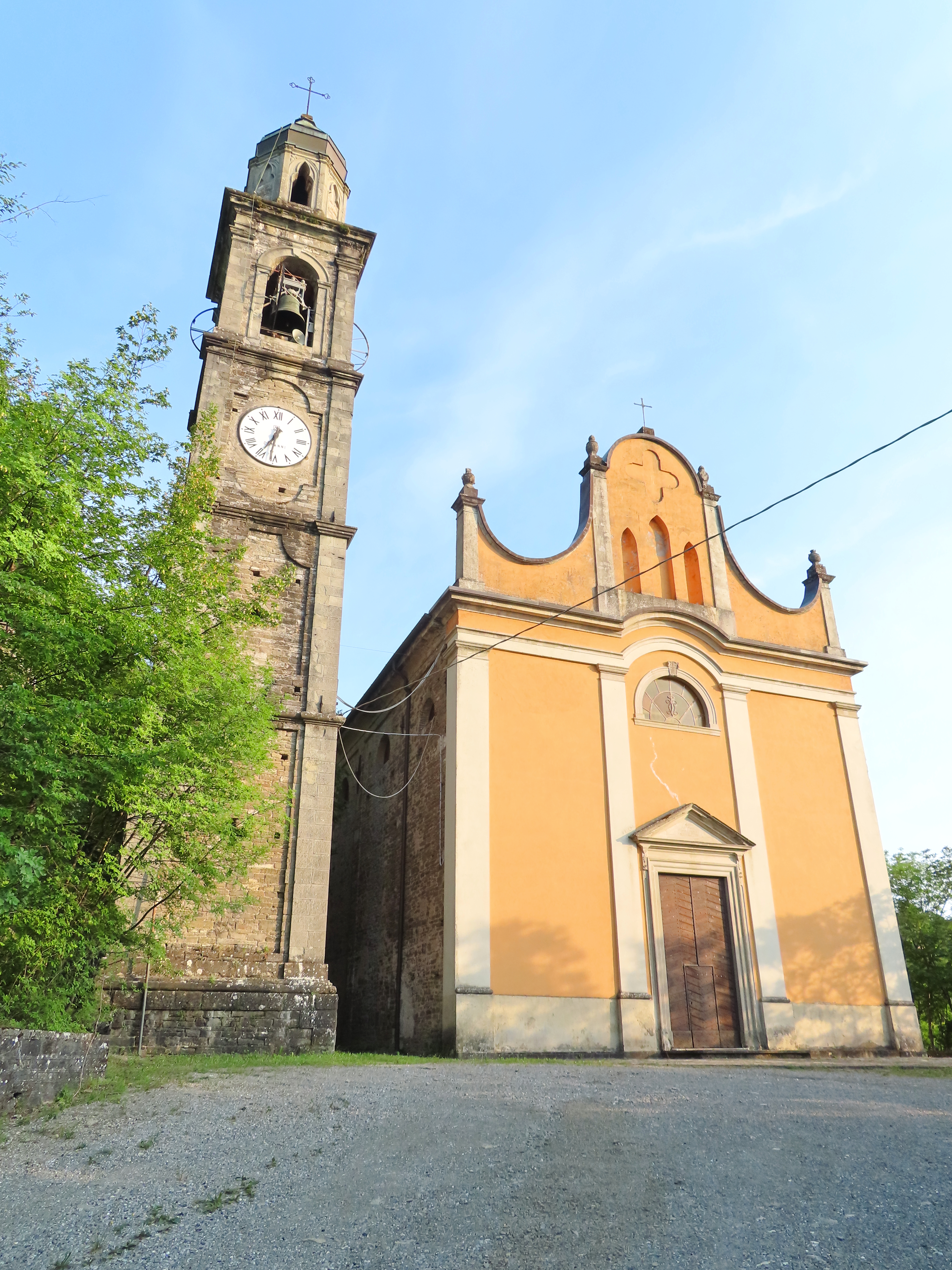
Facciata e campanile

La chiesa sorge isolata su un promontorio a mezza costa, sviluppandosi su un impianto a navata unica affiancata da sei cappelle laterali.
La simmetrica facciata, completamente intonacata, è scandita verticalmente in tre parti da quattro alte lesene coronate da capitelli dorici, a sostegno della trabeazione, curvilinea nella porzione centrale; nel mezzo è collocato l'ampio portale d'ingresso, delimitato da cornice modanata e sormontato da frontone triangolare; più in alto si apre una finestra a lunetta, incorniciata in pietra. Nella parte superiore le lesene, sovrastate da piccoli vasi in pietra, suddividono in tre porzioni l'alto frontone mistilineo; al corpo centrale convesso, caratterizzato dalla presenza di tre profonde nicchie ad arco ogivale sormontate da una nicchia a croce greca, si affiancano le ali con rampanti concavi.
I fianchi, rivestiti in laterizio, sono scanditi in quattro parti da alte lesene, che inquadrano superiormente altrettante finestre a lunetta.

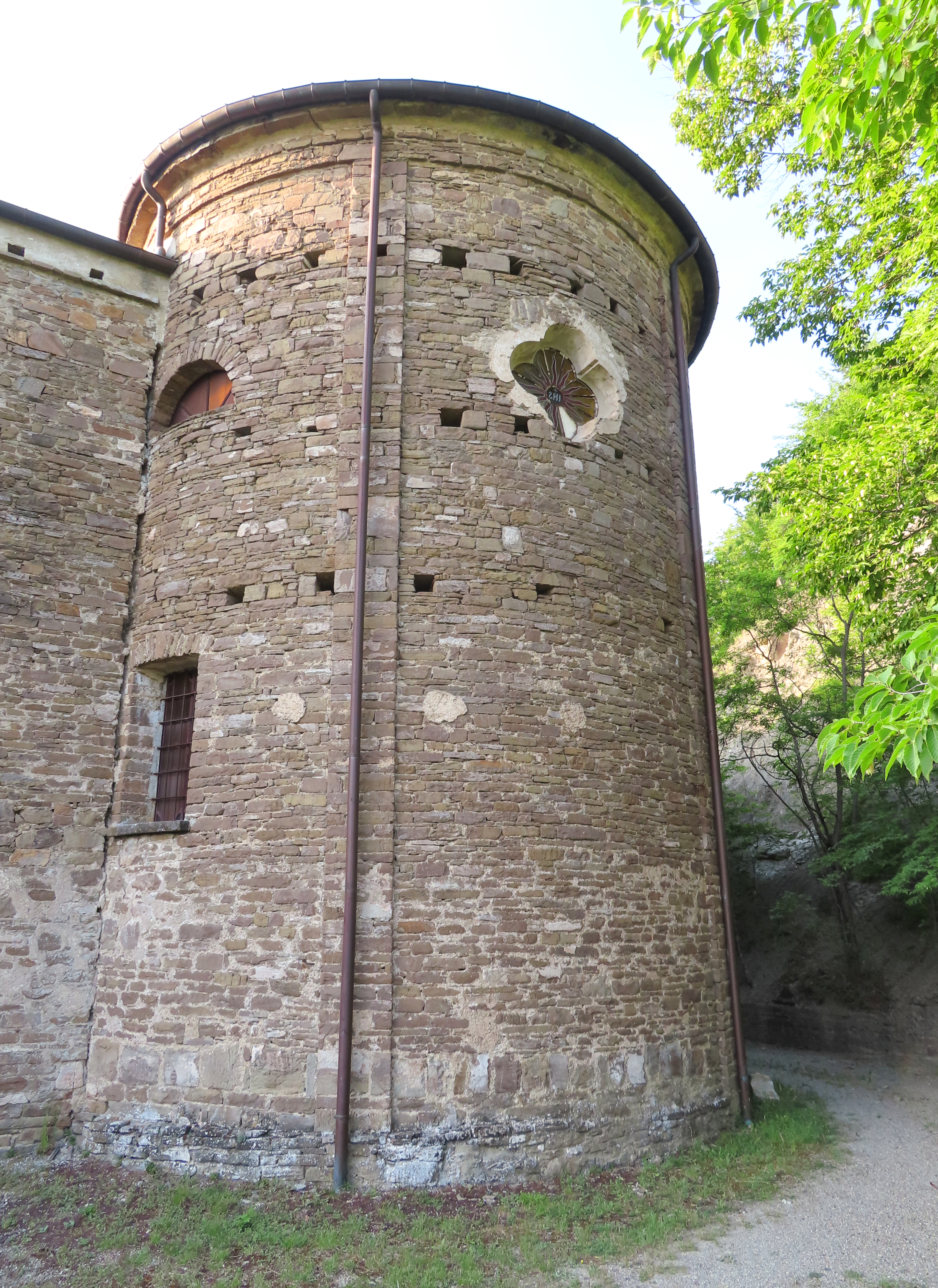
Abside

Navata

Presbiterio

Il campanile in pietra si innalza isolato a est della facciata su quattro ordini, scanditi da fasce marcapiano modanate; gli spigoli sono decorati con lesene; la cella campanaria si affaccia sui quattro lati attraverso ampie aperture ad arco a tutto sesto, delimitate da piedritti coronati da capitelli dorici. In sommità, oltre la cornice modanata in aggetto, si eleva la lanterna a pianta ottagonale; quattro fianchi, delimitati da lesene, presentano centralmente alte monofore ad arco ogivale; a coronamento si staglia la piccola cupola in rame.
All'interno la navata, scandita in tre campate, è coperta da volta a botte lunettata decorata con affreschi tardo-novecenteschi, tutti realizzati dal pittore pontremolese Tiziano Triani; al centro è raffigurata Sant'Anna con Maria Bambina, mentre tra le lunette compaiono i Quattro Evangelisti e gli stemmi del cardinale Antonio Samorè e del vescovo di Piacenza Antonio Mazza. Ai fianchi alti pilastri rivestiti in marmo grigio e coronati da capitelli corinzi in stucco, a sostegno della trabeazione in aggetto perimetrale, sorreggono le arcate a tutto sesto dell'aula e delle poco profonde cappelle laterali, coperte anch'esse da volte a botte.
Il presbiterio, leggermente sopraelevato, è sormontato da una volta a vela affrescata; i lati e l'abside sono scanditi verticalmente da una serie di lesene coronate da capitelli corinzi. Al centro si innalza l'imponente altare maggiore, con ancona affiancata da colonne in marmo grigio a sostegno del frontone circolare spezzato; la struttura, risalente al 1656, inquadra nel mezzo una lunetta ad arco a tutto sesto contenente una statua raffigurante la Madonna col Bambino.